# ولیه سلو
ولیه سلو (به لاتین: Velje Selo) یک منطقهٔ مسکونی در مونته‌نگرو است که در شهرداری بار واقع شده‌است. ولیه سلو ۲۳۳ نفر جمعیت دارد.